# Reprezentacja Ukrainy na żużlu
Reprezentacja Ukrainy na żużlu – grupa żużlowców reprezentujących Ukrainę w sportowych imprezach międzynarodowych. Za jej funkcjonowanie odpowiedzialny jest Federaciia motocykłetnoho sportu Ukrajiny (FMU).

## Kadra
Następujący żużlowcy zostali nominowani do reprezentowania Ukrainy w zawodach FIM i FIM Europe w sezonie 2023:
Seniorzy:
- Nazar Fedorczuk
- Nazar Łewiszyn
- Aleksandr Łoktajew
- Witalij Łysak
- Stanisław Ohorodnyk

Juniorzy:
- Władysław Duda
- Nazar Parnicki
- Maksym Sereda

Klasa 190 cm³:
- Zachar Lustiuk

## Osiągnięcia

### Mistrzostwa świata
Drużynowe mistrzostwa świata juniorów
- 3. miejsce (1): 2011

Indywidualne mistrzostwa świata juniorów
- 2. miejsce (1):
  - 2024 – Nazar Parnicki

### Mistrzostwa Europy
Drużynowe mistrzostwa Europy juniorów
- 3. miejsce (1): 2012

Mistrzostwa Europy par
- 1. miejsce (1): 2012
- 3. miejsce (1): 2013

Indywidualne mistrzostwa Europy
- 2. miejsce (1):
  - 2009 – Andrij Karpow
- 3. miejsce (2):
  - 2010 – Andrij Karpow
  - 2012 – Andrij Karpow

Indywidualne mistrzostwa Europy juniorów
- 1. miejsce (1):
  - 2024 – Nazar Parnicki
- 2. miejsce (1):
  - 2006 – Andrij Karpow

## Ukraińscy Mistrzowie Europy
| Imię i nazwisko     | Tytuły ME | Indywidualni (od 2001) | Indywidualni (od 2001) | Pary (od 2004) | Pary (od 2004) | Drużynowi (od 2022) | Drużynowi (od 2022) | Tytuły MEJ | Indywidualni U-19 (od 1998) | Indywidualni U-19 (od 1998) | Pary U-19 (od 2021) | Pary U-19 (od 2021) | Drużynowi U-24 (od 2008) | Drużynowi U-24 (od 2008) | Tytuły łącznie |
| Imię i nazwisko     | Tytuły ME | Łącznie                | Lata                   | Łącznie        | Lata           | Łącznie             | Lata                | Tytuły MEJ | Łącznie                     | Lata                        | Łącznie             | Lata                | Łącznie                  | Lata                     | Tytuły łącznie |
| ------------------- | --------- | ---------------------- | ---------------------- | -------------- | -------------- | ------------------- | ------------------- | ---------- | --------------------------- | --------------------------- | ------------------- | ------------------- | ------------------------ | ------------------------ | -------------- |
| Andrij Karpow       | 1         |                        |                        | 1              | 2012           |                     |                     |            |                             |                             |                     |                     |                          |                          | 1              |
| Aleksandr Łoktajew  | 1         |                        |                        | 1              | 2012           |                     |                     |            |                             |                             |                     |                     |                          |                          | 1              |
| Stanisław Melnyczuk | 1         |                        |                        | 1              | 2012           |                     |                     |            |                             |                             |                     |                     |                          |                          | 1              |
| Nazar Parnicki      |           |                        |                        |                |                |                     |                     | 1          | 1                           | 2024                        |                     |                     |                          |                          | 1              |